# 服部妙子
服部 妙子（はっとり たえこ、1949年〈昭和24年〉6月23日 - ）は、日本の女優。本名、矢田 妙子。旧姓名は芸名と同じ。
愛知県名古屋市出身。愛知県立愛知商業高等学校卒業。どりいみい7を経て、M.M.P所属。

## 人物
高校時代まで名古屋のNHK児童劇団に在籍する。
高校を卒業した1968年に上京して文学座付属演劇研究所に入所。同年のNHK劇場『芽咲く頃』で、集団就職で上京して蕎麦店で働く少女を演じてデビュー。
1969年に文学座の座員となる。同年のテレビドラマ『どくろ銭』（NET）では、高橋英樹の恋人役を演じた。当時の紹介記事では、目標とする女優として渡辺美佐子を挙げている。
以後、『地の群れ』『花の館』などの舞台に出演するが、1973年に文学座を退団してフリーとなり、『卒業旅行』（1973年）、『岸壁の母』（1976年）などの映画やテレビドラマで活動する。
特技は、日本舞踊、三味線、小唄、端唄。

## 出演

### テレビドラマ
- 家庭劇場 /  ひろ子の幸福（1965年、NHK） - ひろ子
- 路傍の石（1966年、NHK） - 伊勢屋おきぬ
- 高校生時代 「すねかじりの論理と心理」（1967年、NHK） - 関陽子
- NHK劇場 / 芽咲く頃（1968年、NHK） - 主演・素子
- どくろ銭 （1969年、NET） - 小夜
- 水戸黄門 （TBS）
  - 第1部 第11話「二人の黄門さま -伊賀-」（1969年） - 綾姫
  - 第2部 第29話「にせ黄門現る -福岡-」（1971年） - 七重
  - 第3部 第19話「姿なき復讐 -徳島-」（1972年） - 綾
  - 第28部 第5話「母子涙の大井川 -島田-」（2000年） - 妙
- 右門捕物帖 第5話「牢破り」（1969年、NTV）
- 大河ドラマ （NHK）
  - 樅ノ木は残った（1970年）
  - 春の坂道（1971年） - おちょぼ
  - 草燃える（1979年） - 河越純子
  - いのち（1986年） - 君子
- ありがとう（1970年、TBS） - 警察学校生徒
- 金メダルへのターン! （1970年、CX） - 有田陽子
- 風来先生（1970年、NHK） - 新庄雪江
- 根雪 （1970年、NHK）
- 約束 （1971年、NHK）
- ウルトラシリーズ
  - 帰ってきたウルトラマン 第16話「大怪鳥テロチルスの謎」、第17話「怪鳥テロチルス東京大空爆」（1971年、TBS） - 小野由起子
  - ウルトラマンオーブ 第21話「青いリボンの少女」（2016年、TX） - 岩木薫
  - ウルトラマンブレーザー 第17話「さすらいのザンギル」（2023年、TX） - 喫茶店の女主人
- 銭形平次 （CX）
  - 第269話「名宝安土の茶碗」（1971年） - お絹
  - 第377話「歪んだ花芯」（1973年） - お妙
  - 第426話「五本目の入墨」（1974年） - お関
  - 第459話「からくり殺人」（1974年） - お咲
  - 第484話「消えた流人船」（1974年） - おるい
  - 第588話「白浪ざんげ」（1976年） - おかよ
  - 第778話「引き裂かれた絵図」（1978年） - お妙
- 満員御礼 （1972年、NHK） - 福田しげ子（長女）
- 荒野の素浪人（1972年、NET）
  - 第13話「無残 愛と死の峠」 - お新
  - 第46話「妖花 峡谷の黒水晶」
- 旅人異三郎 第12話「峠の茶屋に血煙がたった」（1973年、12ch）
- 熱愛（1973年、THK） - マキ
- 木枯し紋次郎 第2シリーズ 第20話「上州新田郡三日月村」（1973年、CX） - お市
- 白雪劇場 / 大久保彦左衛門（1973年、KTV）
- 次郎長三国志 第14話 （1974年、NET）
- 唖侍 鬼一法眼 第16話「卍ふたたび」（1974年、NTV） - お弓
- アイフル大作戦 第54話「仁義ある戦い」（1974年、TBS）
- 狼・無頼控 第21話「獄門台の花嫁」（1974年、MBS）
- 編笠十兵衛 （1974年、CX） - 多重
- 必殺シリーズ （ABC / 松竹）
  - 暗闇仕留人 第17話「仕上げて候」（1974年） - おさよ
  - 必殺仕業人 第25話「あんたこの毒手をどう思う」（1976年） - おみち
  - 新・必殺仕置人 第27話「約束無用」（1977年） - おとよ
  - 江戸プロフェッショナル 必殺商売人 第7話「嘘か真実かまことが嘘か」（1978年） - 小梅
  - 新・必殺からくり人 第13話「東海道五十三次殺し旅 京都」（1978年） - 千代
  - 翔べ! 必殺うらごろし 第21話「夜空を飛ぶ女が見た悪の罠」（1979年） - おせい
  - 必殺仕事人III 第9話「年末賞与を横取りしたのはせんとりつ」（1982年） - お春
  - 必殺仕事人V・激闘編 第14話「せんとりつ 不倫する」（1986年） - お峰
- 太陽にほえろ! （NTV）
  - 第97話「その子に罪はない!」（1974年） - 今寺良子
  - 第114話「男の斗い」（1974年） - 城所千江
  - 第149話「七曲藤堂一家」（1975年） - 宮野万里子
  - 第209話「働くものの顔」（1976年） - 松原美紀
  - 第610話「38時間」（1984年） - 岩田節子
- 子連れ狼 第2部 第19話「冬への門出」（1974年、NTV） - おきよ
- ぶらり信兵衛 道場破り 第48話「五分の虫」（1974年、CX） - みぎわ
- おしどり右京捕物車 第24話「轟」（1974年、ABC） - お品
- ご存知遠山の金さん第47話「朱丸をつける男」（1974年、NET） - お新
- 破れ傘刀舟 悪人狩り （NET）
  - 第7話「忘却の女」（1974年） - 綾
  - 第74話「禁じられた十字架」（1976年） - お八重
  - 第100話「夜歩き美女」（1976年） - お雪
- 大岡越前 第4部 第4話「祝言」（1974年、TBS） - おいと
- 傷だらけの天使 第11話「シンデレラの死に母の歌を」（1974年、NTV） - 上杉初江
- 刑事くん 第3部 第6話「きみの勇気こそ!」（1974年、TBS） - 池島ユミ子
- 非情のライセンス 第2シリーズ 第18話「兇悪の父子」（1975年、NET） - 芝木るみ子
- 鬼平犯科帳 第7話「あきれた奴」（1975年、NET） - おたか
- 長崎犯科帳 第10話「ウンスンカルタは地獄札」（1975年、NTV） - お恵
- 俺たちの勲章 第17話「子守唄」（1975年、NTV） - 原田妙子
- 伝七捕物帳 第62話「赤ん坊抱えた黒門町」（1975年、NTV） - お菊
- 影同心（MBS）
  - 影同心（1975年）
    - 第10話「油地獄の殺し節」 - おちか
    - 第19話「色の地獄は殺し節」 - おしま

  - 影同心II 第13話「（秘）進学塾甘い罠」（1976年） - 信乃
- 喜びも悲しみも幾歳月 （1976年、NTV）
- 痛快! 河内山宗俊 第3話「ここ一番の大勝負」（1975年、CX）
- 十手無用 九丁堀事件帖 第5話「この道ご用心」（1975年、NTV） - おゆみ
- 大都会 闘いの日々 第8話「俺の愛した ちあきなおみ」（1976年、NTV） - 木原みどり
- お耳役秘帳 第5話「俺は天下のお耳役」（1976年、KTV） - お光
- 夫婦旅日記 さらば浪人 第8話「青葉の宿」（1976年、CX）
- 隠し目付参上 第21話「大検問! 現金輸送車は通れたか」（1976年、MBS） - お峰
- 大江戸捜査網（12ch→TX）
  - 第148話「命を賭けた舞い扇」（1974年） - 桂
  - 第244話「花火よ夜空を貫け!」（1976年） - おとき
  - 第259話「密室殺人事件」（1976年） - おけい
  - 第302話「雲仙に響く銃声!」（1977年） - おさと
  - 第346話「無差別殺人の陰謀」（1978年） - おみよ
  - 第367話「遺産に群がる狐と狸」（1978年） - およう
  - 第461話「人情 男涙の恩返し」（1980年） - おゆみ
  - 第631話「私を離縁して! 逃亡者の妻」（1984年） - おふみ
- 人形佐七捕物帳 第16話「四日に一度の恋」（1977年、ANB） - お初
- ご存知 女ねずみ小僧 第18話「ふるさとの雪恋し」（1977年、CX） - 室生志津
- 犯される（1977年、NTV） - 原口光子
- 新・木枯し紋次郎 第14話「白刃を縛る五日の掟」（1977年、12ch） - お捨
- 祭ばやしが聞こえる（1977年、NTV / 東宝企画）
- 桃太郎侍 （NTV）
  - 第50話「盗人一家は福の神」（1977年） - お園
  - 第248話「勝手知ったる他人の店」（1981年）
- 特捜最前線 第31話「浅草・愛と逃亡の街」（1977年、ANB） - ミツ子
- 新五捕物帳（NTV）
  - 第19話「あさき夢みし江戸の春」（1978年） - おもん
  - 第64話「禁じられた十手」（1979年） - お春
- 暴れん坊将軍（ANB / 東映）
  - 吉宗評判記 暴れん坊将軍
    - 第5話「大奥に咲いた春」（1978年） - お静
    - 第78話「天下を狩る男」（1979年） - お房
    - 第103話「大騒動! 寄り道したのが悪かった」（1980年） - 小浪
    - 第128話「あわれ、忍びの恋」（1980年） - こずえ
    - 第151話「山吹色の佐渡おけさ」（1981年） - 美津
    - 第184話「影に踊らされた男」（1981年） - ふく

  - 暴れん坊将軍II
    - 第13話「修羅場に咲いた隠れ妻」（1983年） - おしの
    - 第99話「め組で一番もてない奴!」（1985年） - お竜
    - 第127話「女の聖域 駆込寺無情!」（1985年） - 早苗
    - 第159話「天晴れ! 赤穂の竹光夫婦」（1986年） - 藤乃

  - 暴れん坊将軍III
    - 第12話「絵草紙からくり心中」（1988年） - おしの
    - 第128話「さよならの花かんざし!」（1990年） - 妙光尼
- 西遊記シリーズ（NTV）
  - 『西遊記』 第5話「反抗期の妖怪」（1978年） - 其美
  - 『西遊記II』 第14話「鬼女妖怪 狙われた新婚夫婦」（1980年） - 宝仙
- 横溝正史シリーズII / 仮面劇場 （1978年、MBS） - 甲野由美
- 連続テレビ小説 / おていちゃん （1978年、NHK）
- 七人の刑事 第3シーズン 第16話「影を消した女」（1978年、TBS）
- チェックメイト78 第13話「口紅をぬる警部」（1978年、ABC）
- 姿三四郎　第21話「明暗」（1979年、NTV）
- 同心部屋御用帳 江戸の旋風IV 第24話「兄ちゃんがくれた風車」（1979年、CX） - おきく
- 江戸の激斗（1979年、CX / 東宝） - しま
- 長七郎天下ご免! 第7話「あきない札を喰った奴」（1979年、ANB） - おぬい
- 江戸の牙 第13話「悲哀 北から来た男」（1979年、ANB） - おるい
- ライオン奥様劇場 / 母系家族 （1980年、CX）
- 旅がらす事件帖 第11話「真っ赤な花咲く運命峠」（1980年、KTV） - せつ
- 戦後史実録シリーズ 空白の900分 -国鉄総裁怪死事件-（1980年、NHK）
- 江戸の朝焼け 第12話「愛すればこそ」（1980年、CX / 東宝） - 森みか
- 同心暁蘭之介 第6話「遠い国から来た女」（1981年、CX）
- 影の軍団II 第6話「魔界に消えた女」（1981年、KTV / 東映）- お稲
- 森繁久彌のおやじは熟年（1981年） - 岡本信子
- 文吾捕物帳 第16話「乳房の別れ」（1982年、ANB）
- 遠山の金さん（ANB）
  - 第2話「大追跡! 消えた大砲」（1982年）
  - 第147話「夕陽の決斗・妻よ静かに眠れ!」（1985年） - 菊枝
- 妻そして女シリーズ / 愛の十字架（1982年、MBS） - 主演
- 松平右近事件帳 第21話「消えた花火職人」（1982年、NTV）
- 柳生十兵衛あばれ旅 第6話「上州女にからっ風」（1982年、ANB） - お勝
- 春の傑作推理劇場 / 松本清張の薄化粧の男（1982年、ANB）
- 新・松平右近 第17話「浮世絵女の怨み唄」（1983年、NTV）
- 眠狂四郎無頼控 第21話 「座頭殺法! 闇を斬る仕込杖」（1983年、TX） - 染吉
- 若き血に燃ゆる〜福沢諭吉と明治の群像 （1984年、TX）
- 暴れ九庵 第17話「夢路をたどる二人三脚」（1985年、KTV） - おきぬ
- 木曜ゴールデンドラマ / 稚い殺意（1985年、YTV）
- 誇りの報酬 第9話「オホーツク恋歌」（1985年、NTV） - 湯原すみえ
- 長七郎江戸日記 SP7「血闘・荒木又右衛門」（1986年、日本テレビ / ユニオン映画） - みね
- 銀河テレビ小説（NHK）
  - お入学（1987年） - 杉原幸子
- NEWジャングル （1988年、NTV）
  - 第5話「幸福」 - 相田かずよ
  - 第31話「あぶない嘘」
- 名奉行 遠山の金さん 第1シリーズ 第1話「桜吹雪一番手柄」（1988年、ANB） - 登勢
- 天までとどけ（1991年 - 1999年、TBS） - 栗田夫人
- 男と女のミステリー/事件（1992年、CX）
- ドラマ30 / 泣かないでママ（1994年、CBC）
- 付き馬屋おえん事件帳 第3シリーズ 第3話「吉原水鏡、涙のおいらん道中」（1995年、TX） - 花田屋の女将
- 火曜サスペンス劇場 （NTV）
  - 新・女検事 霞夕子 第5作「雨に濡れた遺書」 （1995年）
  - わが町 第8作「OLバラバラ殺人事件」 （1997年）
  - 松本清張スペシャル・中央流沙 （1998年）
  - 松本清張スペシャル・事故 （2002年） - 宮島たき
- 事件・市民の判決（1996年、TX）
- 新・花へんろ 第3話 - 第6話 （1997年、NHK） - 旅芸者の女
- はぐれ刑事純情派（ANB）
  - 第11シリーズ 第21話「浴室の殺意!?妻の母と住む男」（1998年）
  - 第14シリーズ（2001年） - 三田正子
  - 第15シリーズ 第1話スペシャル 「伊勢志摩、真珠の海に消えたふたりの女瞼の母は殺人犯!?」（2002年） - 園長
  - 第16シリーズ 第3話「赤ちゃんが消えた!? 人殺しと呼ばれた父」（2003年）- 白井敏子
- 剣客商売（CX / 松竹）
  - 第1シリーズ 第7話「箱根細工」（1998年） - おのぶ
  - 第4シリーズ 第2話「約束金二十両」（2003年） - せつ
- 御家人斬九郎 第3シリーズ 第10話「待ちぼうけの女」（1998年、CX） - 朝日楼の女将
- 盤嶽の一生 第3話「津軽の男」（2002年、CX） - 田中双葉 役
- 虹色定期便（2002年 - 2005年） - 中沢修の母 役
- 月曜ドラマスペシャル 名探偵キャサリン 第6作「ブラックオパール殺人事件」（1998年、TBS）
- 土曜ワイド劇場
  - タクシードライバーの推理日誌（ANB→EX / 東映）
    - 第12作「殺意のハンドル」（2000年） - 南条敏江 役
    - 第22作（2006年） - 山下和代 役
    - 第29作「塀の中からの乗客」（2011年） - 古沢優子 役
    - 第39作「スキャンダルな乗客!!」（2016年） - 井村照美 役

  - はみだし弁護士・巽志郎 第8作（2000年、ABC） - 島津静子 役
  - 再捜査刑事・片岡悠介 第2作（2011年） - 末次泰子 役
  - 逆転報道の女 第2作（2013年、ABC） - 三ツ矢（家政婦） 役
- 女と愛とミステリー
  - 松本清張特別企画・わるいやつら（2001年、TX） - 鈴木良枝 役
  - 和泉教授夫妻シリーズ 第2作（2002年、TX） - 大木桂子 役
  - 松本清張特別企画・喪失の儀礼（2003年、TX）
- 月曜ミステリー劇場 / 探偵 左文字進 第8作「鶴富姫伝説の殺意」（2003年、TBS）
- 京都祇園入り婿刑事事件簿 第10作（2003年） - 岩井房江 役
- 金曜プレステージ 津軽海峡ミステリー航路6（2007年） - 米倉千恵 役
- 水曜ミステリー9
  - 松本清張特別企画・渡された場面（2005年、TX）
  - 不倫調査員・片山由美 第10作「京都化野・梅若絵巻殺人事件」（2008年、TX）
- うちはステップファミリー（2005年） - 林田敏子 役
- その男、副署長〜京都河原町署事件ファイル〜 第2シリーズ 第4話「なぜ、あの近藤警務課長が制服を脱ぎ捨てて河原町署から飛び出していったのか?」（2008年、EX） - 藤代美也子 役
- 7人の女弁護士 S2第3話（2008年、テレビ朝日） - 桜井登美子 役
- 京都地検の女 第5シリーズ 第3話「亡き妻に捧げる犯罪…残された夫の疑惑とは?」（2009年、EX） - 瀬名美江子 役
- 嵐がくれたもの（2009年、THK）
- 月曜ゴールデン（TBS）
  - 湯けむりバスツアー 桜庭さやかの事件簿 第2作（2010年）
  - 刑事シュート しゅうと&ムコの事件日誌 第4作 （2013年） - 羽田光代 役
  - 警視庁鑑識課〜南原幹司の鑑定〜 第3作（2013年） - 山口裕子 役
- 金曜プレステージ / 浅見光彦シリーズ 第41作「佐渡伝説殺人事件」（2011年、CX） - 駒津百合子 役
- 遺留捜査 第2シリーズ 第4話「セミが告げる殺人!!ミサンガに込められた夢の秘密!?」（2012年、EX） - 白鳥信子 役
- 警視庁捜査一課9係 第3話「逃亡者の殺意」（2013年、EX） - 伊東美代子 役
- 天才を育てた女房（2018年、YTV） - 岡八重 役
- 警視庁強行犯係・樋口顕 最終話（2021年2月19日、テレビ東京） - 丹羽五月 役

### 映画
- 裸の十九才 （1970年、東宝）
- 初めての愛 （1972年、東宝）
- 卒業旅行 Little Adventurer （1973年、東宝）
- 日本沈没 （1973年、東宝）
- 襟裳岬 （1975年、日活）
- 絶唱 （1975年、東宝）
- 岸壁の母 （1976年、東宝）
- 往生安楽国 （1978年、たかばやしよういちプロ）
- 徳川の女帝 大奥 （1988年、にっかつ）
- バブルと寝た女たち （1998年、円谷映像）
- Quartet （2001年、ソニー・ピクチャーズ エンタテインメント）
- 千年の恋 ひかる源氏物語 （2001年、東映）
- 阿修羅の伝説 死闘篇 （2001年、東映）
- 歩くチカラ （2004年）
- 小春小町 （2005年、松竹）
- 絆～きずな～（2008年、東宝）
- 余命1ヶ月の花嫁 （2009年、東宝）

### 舞台
- 地の群れ
- 花の館
- 夢千代日記
- 橋幸夫公演
- 八代亜紀特別公演「火の国　疾風おんな節」
- 大月みやこ公演
- 管弦祭
- 湯葉と文鎮
- 証言台
- 松平健公演

### CM
- アメリカンホーム保険
- 花王リリーフ
- エーザイ
- JAバンク・『年金 アクティブシニア応援2015篇』（2015年、女将）
- ダイエー